# Ligne 8 du métro de Francfort
Pour les articles homonymes, voir U8.
La ligne U8 fait partie du réseau du métro de Francfort. Elle relie Südbahnhof (gare du Sud) à Riedberg, un quartier résidentiel et universitaire récent dans le nord de Francfort.
Elle fut inaugurée le 12 décembre 2010 et compte actuellement 19 stations pour une longueur de 12,3 km. La U8 est (au même titre que la ligne U9) la plus récente ligne de metro de Francfort.